# Pet hegemona
Pet Hegemona (kineski: 五霸 ) je izraz koji označava pet kineskih velmoža, odnosno čelnika feudalnih država u razdoblju Proljeća i Jeseni koji su uspjeli nametnuti hegemoniju nad ostalim državama. 
I hegemoni i države koje su vodili su nominalno bili vazali dinastije Zhou. Međutim, od godine 771. pr. Kr. kada su barbari uništili prijestolnicu dinastije i ubili kralja Youa, vladarska kuća je izgubila svoju stajaću vojsku i nije više mogla zapovijedati vazalnim državama. Raniji feudalni sistem je evoluirao tako da je kralj sada ovisio o zaštiti najmoćnije vazalne države i njenog vladara.
Taj status se nekada i formalno utvrđivao na konferencijama između najvećih velmoža i državama, a kojima je cilj bio rješavanje međusobnih sporova. Karakteristično je da hegemonija nije bila vezana uz državu, nego uz njenog vladara.

## Pet Hegemona
Dva najčešća popisa Pet Hegemona. 
- Vojvoda Huan od Qija (齐桓公)
- Vojvoda Wen od Jina (晋文公)
- Zhuang od Chua (楚莊王)
- Vojvoda Mu od Qina (秦穆公)
- Vojvoda Xiang od Songa (宋襄公)

Alternativno:
- Vojvoda Huan od Qija (齐桓公)
- Vojvoda Wen od Jina (晋文公)
- Kralj Zhuang od Chua (楚庄王)
- Fučai od Wua (吴王夫差)
- Goujian (越王勾踐)